# Cyril Cartwright
Cyril Cartwright (ur. 28 stycznia 1924 w Dukinfield, zm. 29 września 2015) – brytyjski kolarz torowy i szosowy, srebrny medalista torowych mistrzostw świata.

## Kariera
Pierwszy sukces w karierze Cyril Cartwright osiągnął w 1949 roku, kiedy zdobył srebrny medal w indywidualnym wyścigu na dochodzenie amatorów podczas torowych mistrzostw świata w Kopenhadze. W zawodach tych wyprzedził go jedynie Duńczyk Knud Andersen, a trzecie miejsce wywalczył Włoch Aldo Gandini. Na rozgrywanych rok później igrzyskach Imperium Brytyjskiego w Auckland zdobył złoty medal w tej samej konkurencji. Ponadto w 1945 roku zdobył mistrzostwo Wielkiej Brytanii w indywidualnej jeździe na czas. Nigdy nie wystartował na igrzyskach olimpijskich.